# Schneidfähigkeit

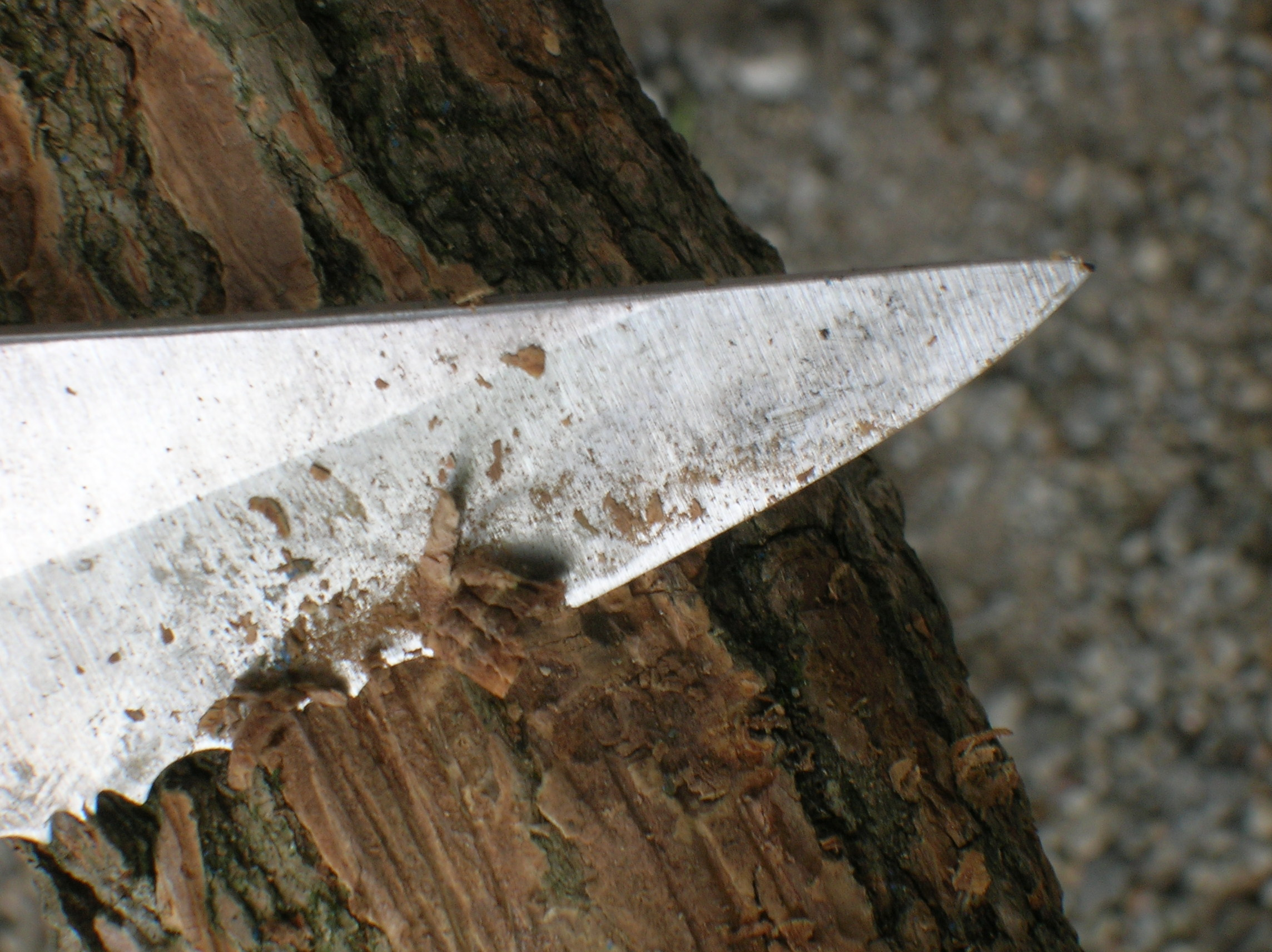
Messerklinge beim Schneiden

Die Schneidfähigkeit beschreibt, wie gut eine Klinge im Gebrauch schneidet. Sie wird oft mit der Schneidhaltigkeit verwechselt. Die Schneidfähigkeit einer Klinge ist durch den Anwender gut wahrnehmbar. Benötigt man zum Beispiel nur wenig Kraft und geht die Klinge leicht durch ein Schnittgut hindurch, dann wird man schnell von hoher Schneidfähigkeit sprechen.

## Einflussgrößen der Schneidfähigkeit
Die Schneidfähigkeit einer Klinge bzw. eines Messers wird von folgenden Faktoren bestimmt:
Schneidengeometrie, diese wird gebildet aus:
- Schneidenradius, auch Schärfe genannt,
- Schneidkantentopologie, welche z. B. die Rauheit einer Schneide angibt (offene oder geschlossene Schneide).

Klingengeometrie:
- Klingenstärke, Breite einer Klinge
- Ausschliffstärke, hierbei wird die Dicke des Ausschliffs 1 mm nach der Schneidfase gemessen (Topwerte liegen hier bei 0,1–0,25 mm) siehe auch Solinger Dünnschliff

Äußere Größen:
- Die physikalische Hauptkomponente beim Zerteilen eines Stoffes ist der Druck.
- Zudem bestimmt die Schnittart (ziehender Schnitt = „Salami schneiden“ und/oder drückender Schnitt = Holz spalten) die Schneidfähigkeit.
- Mit ihr in Verbindung steht die dynamische Verkleinerung des Schneidenwinkels, diese wirkt aufgrund der Vektoraddition der Kräfte beim ziehenden Schnitt.
- Darüber hinaus sind natürlich auch alle Reibkräfte an den Seitenflanken und an der Schneidkante wichtig. Diese hängen sowohl vom Schneiddruck, der Schnittgeschwindigkeit, dem zu schneidenden Material sowie der Oberflächenbeschaffenheit der Klinge ab.

Der wichtigste Satz ist hierbei: Die geometrische Form der Klinge bestimmt maßgeblich deren Schneidfähigkeit.
Also wie gut eine Klinge schneidet, ist ausschließlich eine Frage der Geometrie einer Klinge und hat mit dem verwendeten Werkstoff nichts zu tun.

## Konstruktive Merkmale schneidfähiger Klingen
Aus den physikalischen Vorgaben leitet sich daher folgerichtig ab: Je schlanker und feiner die Klingengeometrie bzw. die Schneidengeometrie, desto höher die Schneidfähigkeit einer Klinge.
Bei Messern für den Handgebrauch gilt dies natürlich nur so weit, wie das unsachgemäße Anwenderverhalten nicht wieder allzu viel an Materialzugabe verlangt, um ggf. Missbrauch vorzubeugen. Damit ist das Bestreben nach feinen und schlanken Schneidengeometrien bei Handmessern meist schnell begrenzt. Insbesondere bei industriellen Produkten werden die Schneiden dicker und derber gemacht als für das Schneiden nötig, da man Reklamationen und Rückläufer vermeiden möchte.
Mit feiner Klingengeometrie ist natürlich, wie vorab beschrieben, auch die Schärfe einer Schneide gemeint. Die Schärfe einer Klinge hängt sowohl von den Materialeigenschaften des Klingenmateriales ab als auch der Art des Schleifens der Klinge selbst abgeschliffen. Dabei gilt es, zwischen feinen geschlossenen Schneiden und offenen schartigen Schneiden, sogenannten Microsägen, zu unterscheiden. Auch bekannt sind natürlich Klingen, die vorsätzlich sägeartige Schneiden haben (Wellen- oder Sägezahnschliff).
Normalerweise sind geschlossene feine Schneiden für den hochwertigen Druckschnitt von Vorteil (Rasierklingen, hochwertige Küchenmesser, Schnitzmesser), wohingegen offene schartige Schneiden oder auch Schneiden mit Wellenschliff den Zugschnitt unterstützen (Brotmesser).